# Apanteles botydis
Apanteles botydis är en stekelart som först beskrevs av Wilkinson 1930.  Apanteles botydis ingår i släktet Apanteles och familjen bracksteklar. Inga underarter finns listade i Catalogue of Life.